# Bressey-sur-Tille
Bressey-sur-Tille és un municipi francès, situat al departament de la Costa d'Or i a la regió de Borgonya - Franc Comtat. L'any 2007 tenia 632 habitants.

## Demografia

### Població
El 2007 la població de fet de Bressey-sur-Tille era de 632 persones. Hi havia 209 famílies, de les quals 12 eren unipersonals (4 homes vivint sols i 8 dones vivint soles), 59 parelles sense fills, 118 parelles amb fills i 20 famílies monoparentals amb fills.
La població ha evolucionat segons el següent gràfic:
Habitants censats

### Habitatges
El 2007 hi havia 216 habitatges, 211 eren l'habitatge principal de la família, 3 eren segones residències i 2 estaven desocupats. 210 eren cases i 4 eren apartaments. Dels 211 habitatges principals, 186 estaven ocupats pels seus propietaris i 25 estaven llogats i ocupats pels llogaters; 3 tenien dues cambres, 9 en tenien tres, 46 en tenien quatre i 153 en tenien cinc o més. 187 habitatges disposaven pel capbaix d'una plaça de pàrquing. A 58 habitatges hi havia un automòbil i a 148 n'hi havia dos o més.

### Piràmide de població
La piràmide de població per edats i sexe el 2009 era:
| Homes | Edats   | Dones |
| ----- | ------- | ----- |
| 0     | 95 o +  | 0     |
| 0     | 90 a 94 | 0     |
| 0     | 85 a 89 | 0     |
| 0     | 80 a 84 | 4     |
| 0     | 75 a 79 | 0     |
| 0     | 70 a 74 | 0     |
| 12    | 65 a 69 | 4     |
| 8     | 60 a 64 | 8     |
| 20    | 55 a 59 | 12    |
| 40    | 50 a 54 | 24    |
| 32    | 45 a 49 | 44    |
| 12    | 40 a 44 | 20    |
| 8     | 35 a 39 | 20    |
| 16    | 30 a 34 | 16    |
| 24    | 25 a 29 | 8     |
| 24    | 20 a 24 | 12    |
| 16    | 15 a 19 | 16    |
| 16    | 10 a 14 | 24    |
| 32    | 5 a 9   | 20    |
| 16    | 0 a 4   | 16    |

## Economia
El 2007 la població en edat de treballar era de 444 persones, 361 eren actives i 83 eren inactives. De les 361 persones actives 349 estaven ocupades (179 homes i 170 dones) i 13 estaven aturades (5 homes i 8 dones). De les 83 persones inactives 33 estaven jubilades, 31 estaven estudiant i 19 estaven classificades com a «altres inactius».

### Ingressos
El 2009 a Bressey-sur-Tille hi havia 227 unitats fiscals que integraven 674 persones, la mediana anual d'ingressos fiscals per persona era de 21.933 €.

### Activitats econòmiques
Dels 15 establiments que hi havia el 2007, 1 era d'una empresa de fabricació de material elèctric, 3 d'empreses de fabricació d'altres productes industrials, 3 d'empreses de construcció, 1 d'una empresa de comerç i reparació d'automòbils, 2 d'empreses d'hostatgeria i restauració, 1 d'una empresa immobiliària, 2 d'empreses de serveis, 1 d'una entitat de l'administració pública i 1 d'una empresa classificada com a «altres activitats de serveis».
Dels 4 establiments de servei als particulars que hi havia el 2009, 1 era una empresa de construcció, 1 perruqueria i 2 restaurants.
L'any 2000 a Bressey-sur-Tille hi havia 3 explotacions agrícoles que ocupaven un total de 621 hectàrees.

## Equipaments sanitaris i escolars
El 2009 hi havia una escola maternal integrada dins d'un grup escolar amb les comunes properes formant una escola dispersa.

## Poblacions més properes
El següent diagrama mostra les poblacions més properes.